# پدرو لموس
پدرو لموس (پرتغالی: Pedro Lemos؛ زادهٔ ۱۷ مارس ۱۹۹۳) بازیکن فوتبال اهل پرتغال است.
از باشگاه‌هایی که در آن بازی کرده‌است می‌توان به ویتوریا گیمارش و ژیل ویسنته اشاره کرد.